# Atelier (periodico)
La rivista Atelier è stata fondata a Borgomanero (Novara) nel 1996 da Giuliano Ladolfi, Marco Merlin, Riccardo Sappa e Paolo Bignoli.
La scelta del nome allude alla volontà di creare un luogo di confronto sulla letteratura verso un impegno operativo nella realtà, in ottica prettamente militante. Lo scopo della rivista si evince d'altronde dal primo editoriale a firma di Merlin: "Un luogo di incontro e lavoro, ecco la nostra rivista: incontro fra cultura ufficiale e cultura reale, fra teoria e pratica, fra critica e poesia, fra tradizione e nuove proposte. Un luogo in cui la militanza (il futuro non si aspetta, si suscita) sposa la ricerca scientifica."
Il principale contributo di «Atelier» alla critica militante degli anni novanta ha riguardato l'attenzione critica per la poesia delle nuove generazioni, culminata nella pubblicazione dell'antologia L'Opera comune, la prima antologia dedicata ai poeti nati negli anni settanta, cui hanno fatto seguito molte pubblicazioni analoghe presso altre realtà editoriali.
Negli anni Duemila, la rivista ha approfondito la sua vocazione storiografica, contribuendo all'approfondimento critico su alcuni autori del Novecento, come si nota ancora negli ultimi numeri pubblicati nel secondo decennio del nuovo millennio. Dal 2014, in forma completamente rinnovata, «Atelier» viene pubblicata sempre dall'Associazione culturale "Atelier" e si occupa ancora di letteratura contemporanea, con particolare attenzione alla poesia italiana, alla traduzione poetica e alla saggistica. Esce con periodicità trimestrale (marzo, giugno, settembre, dicembre).

## Elenco dei numeri fino al numero 85
- 85: La critica letteraria oggi - marzo 2017. Atti del convegno di Firenze (6 febbraio 2017). Interventi di Alberto Bertoni, Paolo Valesio, Alberto Casadei, Giancarlo Pontiggia, Carmelo Mezzasalma, Marco Beck, Gabriella Sica, Giuliano Ladolfi, Giulio Greco, Andrea Temporelli, Matteo Fantuzzi, GM Gallerani, Fabiano Alborghetti, Francesco Teruggi, Michele Brancale, Roberto R. Corsi.
- 84: Il Nobel e San Remo - dicembre 2016. Immagini di Julian Peters su William Wordsworth (trad. F. Benocci). Saggi: Paolo Lagazzi su D'Arzo e Bertolucci, G. Ladolfi su Milo De Angelis. Dossier di Diego Bertelli su imprese artigianali nella poesia contemporanea (3). Intervista a Alessandro Fo di Pasquale Di Palmo. Voci: Luca Ariano, Roberto Deidier, Eleonora Rimolo, Novella Torre.
- 83: La necessità di una comunità ricettiva - settembre 2016. Immagini di Julian Peters su Dylan Thomas (trad. F. Benocci). Saggi: Jacopo Mecca e G. Ladolfi su Valerio Magrelli. Dossier di Diego Bertelli su imprese artigianali nella poesia contemporanea (2). Intervista a Emilio Rentocchini di M. Bini e Maria Donata Villa. Voci: Alessandro Anil Biswas, Noemi De Lisi, Kabir Yosuf Abukar.
- 82: La stagione del dilettantismo arrogante - giugno 2016. Immagini di Julian Peters su Oscar Wilde (trad. F. Benocci). Saggi: A. Comparini su Alessandro Broggi, G. Ladolfi su Massimo Gezzi. Dossier di Diego Bertelli su imprese artigianali nella poesia contemporanea. Intervista a Valerio Magrelli di Jacopo Mecca. Voci: Sofia Fiorini, Giovanna Rosadini. Voci internazionali (IT/FR): Fabio Pusterla, progetto a cura di Massimo Migliorati.
- 81: Uno sguardo più ampio - marzo 2016. Dibattito tra Davide Brullo, Giuliano Ladolfi e Matteo Fantuzzi. Saggi: Marco Beck sulle risonanze omeriche nella letteratura moderna e contemporanea. Intervista a Giuseppe Conte di A. Rivali (inedito del poeta). Voci internazionali: Katharine Coles, Antartica (trad. da M. Bini). Voci: Davide Bregola, Simone Marcelli. Letture su E. Busani, L. Ariano e G. Greco.
- 80: Instancabili sognatori - dicembre 2015. Poesia italiana all'estero: USA, intervista a Paolo Valesio, di Diego Bertelli e Alberto Comparini. Saggi: Daniela Bisagno su Giancarlo Pontiggia, Michele Ortore su scienza e poesia; Giuliano Ladolfi sul romanzo di Andrea Temporelli. Voci: Eva Laudace, Maurizio Giudice. Voci internazionali: Jean-Michel Maulpoix. Letture su Michele Brancale, T. Broggiato, R. Deidier, D. Magradze, G. Monti, E. Giachery, P. Lagazzi.
- 79: Post o pre? - settembre 2015. Tremila parole per la poesia: Foto di una deriva di gruppo (con Paterson), di Lorenzo Mari. Poesia italiana all'estero: Italofoni fuori d'Italia: gli scrittori svizzeri di lingua italiana, di Matteo Ferrari. Dibattiti: «Atelier»: la poesia come “luogo” di conoscenza, di Giulio Greco; Dopo la critica, di Mauro Ferrari. Saggi di Edoardo Gino su Viaggio terrestre e celeste di Simone Martini di Mario Luzi; Franco Buffoni sulla situazione europea; di Daniela Bisagno su Non date le parole ai porci di Cesare Viviani. Voci: Paola Loreto, Gian Giacomo Menon.
- 78: Il pensiero fondante - giugno 2015. Ricezione della poesia italiana in Nuova Zelanda (Francesca Benocci), con una tavola di Julian Peters. Saggi: G. Ladolfi su A. Bertolucci, M. Borio su Dario Bellezza. Voci: Umberto Piersanti, Matilde Vittoria Laricchia, Daniele Gigli, Giuseppe Carracchia. Letture su M. Quintavalla, F. Tomada, P. Lagazzi.
- 77: Produrre cultura - marzo 2015. Editoriale: Produrre cultura di Giuliano Ladolfi. Dibattito: Se vi foste chiesti perché non diventiamo (solo) digitali, di Matteo Fantuzzi. Tremila parole: Le figure mancanti di Luciano Neri, di Alberto Comparini. Saggi: La ragazza Carla di Elio Pagliarani: un coacervo di crepuscolarismo e sperimentazione, di Sonia Caporossi. Interviste a Giampiero Neri (Rivali) e Alberto Bertoni (Ariano e Gallerani). Voci: Stefano Leoni, Valentina Pinza, Matteo Zattoni, Jan Wagner (trad. F. Italiano). Letture su A. Guarnieri, A. Moscè, V. Nardoni, E. Giagnola.
- 76: Tradurre tradendo - dicembre 2014. Editoriale: La generazione entrante di Giuliano Ladolfi. Dossier "Tradurre tradendo": Arturo Domenico Ingenito / Al Berto, Tommaso Di Dio / Thomas / Donne / Yates / Pound, Marco Bini / Robert Frost, Giuliano Ladolfi / Tradire Verlaine. Tremila parole per la poesia(rubrica): Ero bambino da millenni: Addio mio Novecento di Aldo Nove, di Valentino Fossati; Talamimamma di Anna Maria Farabbi, poesia bambina, di Milena Niccolini. Saggi: La mistica negativa nella prima produzione in prosa e nella poetica di Cristina Campo (seconda parte) di Laura Marino. Voci: Giovanni Orelli, Agostino Cornali, Lucy K. Holt.
- 75: Nuovi anfibi - settembre 2014. Editoriale: Il tempo dell'impegno di Giuliano Ladolfi. Dossier "Nuovi anfibi. Prosa e poesia alla prova di nuove ibridazioni" a cura di T. Di Dio e C. Gallo, con interviste e testi a/di Burrati, Ramonda, Mazziotta, Broggi. Tremila parole per la poesia. Una rubrica aperta di critica militante: Lirica e Legge. Riflessione da "Tribunale della mente" di Corrado Benigni, di GMGallerani; Di un parlare indurito. "Da una crepa" di Elisa Biagini, di L. Mari. Saggi: La mistica negativa nella prima produzione in prosa e nella poetica di Cristina Campo (prima parte) di Laura Marino. Voci: Andrea Gibellini, Cristiano Poletti. Letture su N. Bultrini, C. Livia Candiani, L. Mari, G. Nibali.
- 74: Tempo di censimenti (in collaborazione con Pordenonelegge) - giugno 2014. Editoriale: Giocatori o allenatori di Giuliano Ladolfi. Dibattito: Crediting Italian Poets? di Guido Mattia Gallerani. Dossier: "Il questionario ai poeti under40 – Pordenonelegge" a cura di Roberto Cescon (con interventi di Elena Rizzi e Roberto Scalmana, Tommaso Di Dio, Matteo Fantuzzi, Isabella Leardini, Franca Mancinelli, Gian Maria Annovi, Giovanni Turra, Massimo Gezzi, Daniele Mencarelli, Vincenzo Frungillo). Saggi: Umberto Fiori: La parola chiara e forte di Giuliano Ladolfi. Voci: Filippo Amadei, Francesco Iannone, Luca Manes. Letture sulle raccolte poetiche di D. Attanasio, F. Ferraresso, P. Lepori, D. Nota, S. Raimondi, E. Rentocchini, S. Ritrovato. Conclude un ricordo di Luca Canali da parte di G. Ladolfi e S. Stucchi.
- 73: Per un nuovo slancio - marzo 2014. Voci: Anna Maria Carpi (monografico). Proposte: Federica Bologna. Letture: poesia (su Martins, Pacini e Testa) e saggistica (su Balestrini, Cortellessa, Marchesini e Raveggi).